# NGC 5132
NGC 5132 é uma galáxia espiral barrada (SB0-a) localizada na direcção da constelação de Virgo. Possui uma declinação de +14° 05' 33" e uma ascensão recta de 13 horas, 24 minutos e 28,9 segundos.
A galáxia NGC 5132 foi descoberta em 8 de Abril de 1866 por Heinrich Louis d'Arrest.